# Санта Марија Мадалена (Виченца)
Санта Марија Мадалена је насеље у Италији у округу Виченца, региону Венето.
Према процени из 2011. у насељу је живело 34 становника. Насеље се налази на надморској висини од 1000 м.